# Rödflikig bulbyl
Rödflikig bulbyl (Pycnonotus nigricans) är en fågel i familjen bulbyler inom ordningen tättingar.

## Utseende och läte
Rödflikig bulbyl känns lätt igen på brun kropp, gul undergump och mörkt huvud med en karakteristisk orangeröd hudflik runt ögat, därav namnet. Sången är typiskt för bulbyler bubblande och melodisk, långsammare än liknande trädgårdsbulbylen.

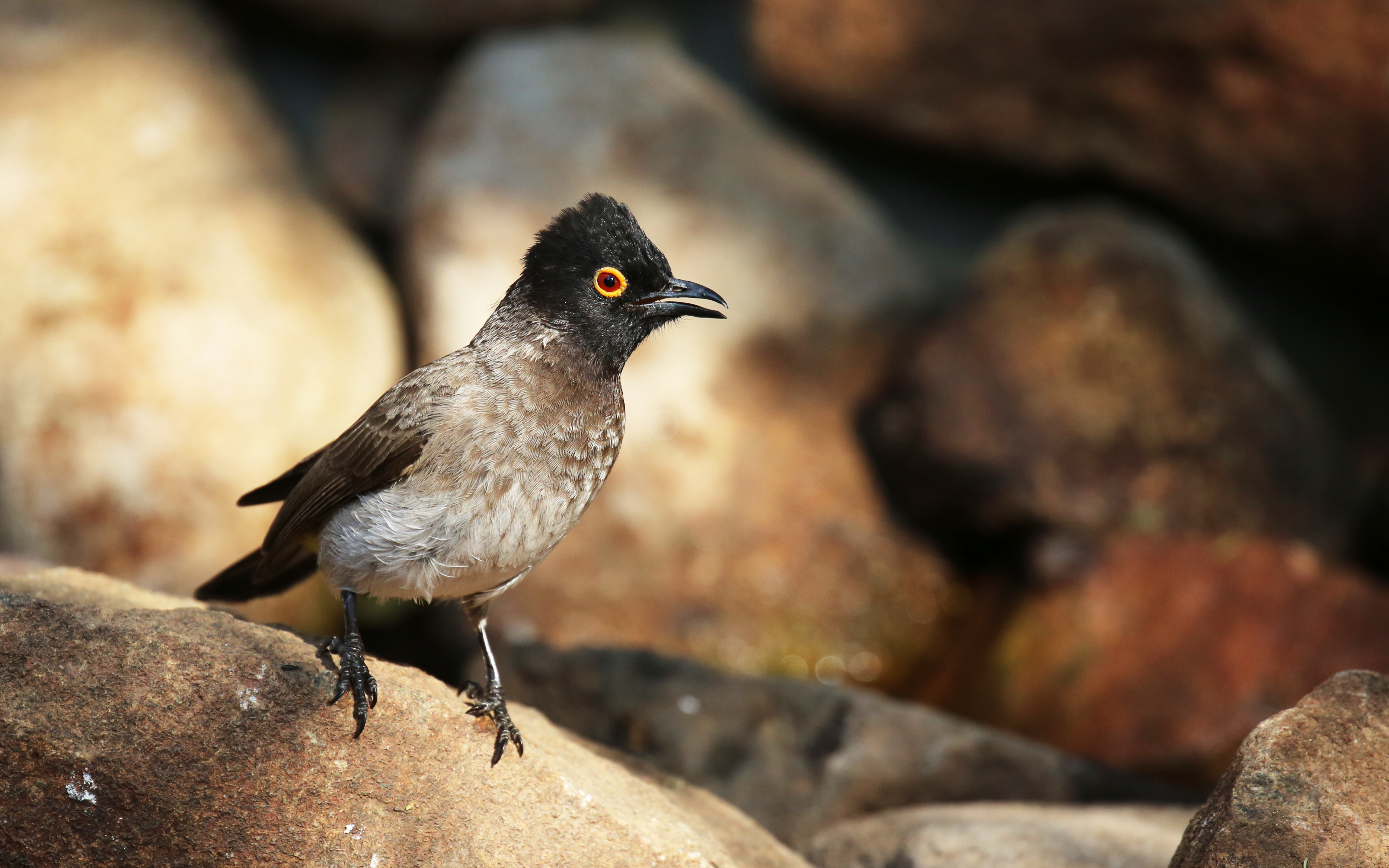

## Utbredning och systematik
Rödflikig bulbyl förekommer i södra Afrika. Den delas in i två underarter med följande utbredning:
- Pycnonotus nigricans nigricans (inklusive grisescentior[5]) – sydvästra Angola till Namibia, södra Botswana och norra Sydafrika
- Pycnonotus nigricans superior – sydcentrala Sydafrika och Lesotho

## Levnadssätt
Rödflikig bulbyl hittas i öppet landskap i karroo och torra törnskogar eller buskmarker. Par eller smågrupper ses födosöka efter frukt och ryggradslösa djur.

## Status och hot
Arten har ett stort utbredningsområde och tros öka i antal. Internationella naturvårdsunionen IUCN listar den därför som livskraftig (LC).